# Морозовская богадельня
Морозовская богадельня — здание в Москве по адресу Шелапутинский переулок дом 3. Объект культурного наследия федерального значения.

## История
Находящуюся сейчас в Шелапутинском переулке землю (а тогда это была Рогожская часть Москвы) Савва Васильевич Морозов купил в 1826 году вместе с каменными зданиями и садом. Вскоре он расширил это владение путём приобретения соседних. Возле здания усадьбы им была устроена ткацкая фабрика, сравнительно небольшая по меркам других его предприятий. В 1846 году число работников составляло 250 человек, а стоимость производимых тканей составляла 40 тысяч рублей.
После смерти С. В. Морозова в 1862 году фабрика по его завещанию досталась внуку Давиду Абрамовичу. Новый владелец принял решение закрыть малодоходную фабрику и открыть здесь богадельню. В 1887 году после получения разрешения московских властей началась перестройка здания. Богадельня предназначалась «для призрения бедных престарелых или лишившихся по болезни возможности к труду лиц обоего пола, всех сословий» и была рассчитана на 150 человек. Д. А. Морозов выделил на свой проект 500 тысяч рублей, из которых 200 было истрачено непосредственно на строительство, а оставшиеся 300 были размещены в банке. Проценты от этого вклада служили финансированием богадельни. Строительство было выполнено по проекту архитектора М. И. Никифорова. Рядом с богадельней была построена единоверческая церковь в честь святых благоверных князей Фёдора и его сыновей Давида и Константина, после смерти Давида Абрамовича она была превращена в греко-православную. Открытие богадельни состоялось в 1891 году. В 1894 и 1905 годах она частично перестраивалась и достраивалась по проектам архитекторов В. Г. Сретенского и А. М. Калмыкова соответственно. Деньги на улучшение и расширение богадельни выделяли и другие члены семьи Морозовых. После всех изменений богадельня могла содержать 243 человека.
С приходом советской власти богадельня стала домом для престарелых, впрочем в таком качестве здание служило недолго. Была проведена реконструкция здания, после которой 28 мая 1927 года в нём был открыт родильный дом имени Клары Цеткин на 160 коек. Медицинское учреждение считалось одним из лучших в городе. В 1945 году Клементина Черчилль после посещения роддома написала в его «Золотой книге» следующее: «Если бы мне снова довелось иметь ребёнка, я хотела бы доверить его судьбу этому учреждению».
В конце 1980-х годов роддом прекратил своё функционирование.

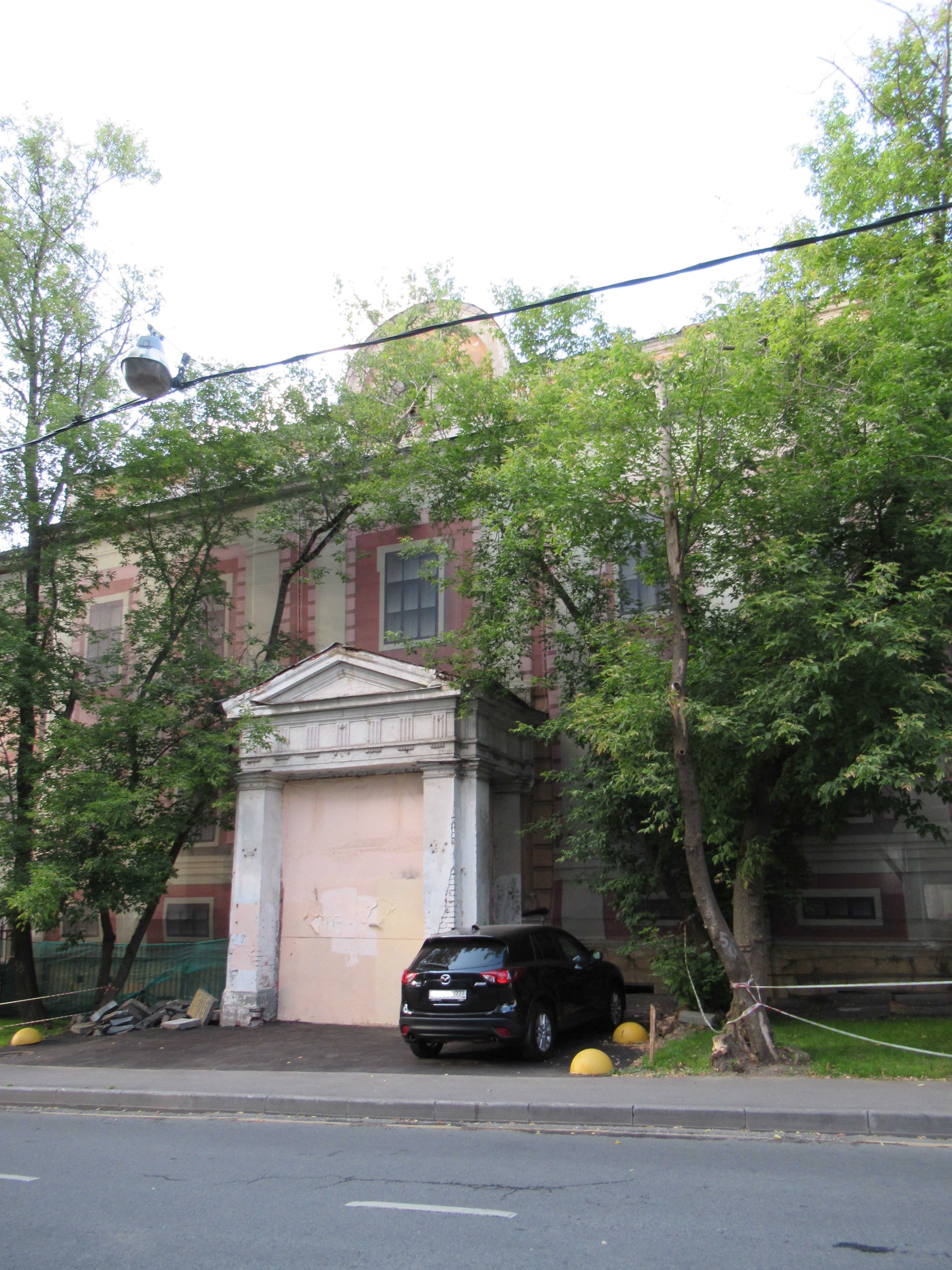

## Современное состояние
Несмотря на статус объекта культурного наследия федерального значения и несколько контрактов с инвесторами реконструкция и восстановление памятника с тех пор не велось.
Двухэтажное здание богадельни стоит брошенным, с выбитыми окнами и разоренными интерьерами. В 1997 году передавался Правительством Москвы в долгосрочную аренду с условием реставрации ЗАО «НафтаСиб»; инвестконтракт расторгнут в 2000 году по соглашению сторон, при этом ЗАО должны были возместить некие фактически понесенные затраты в размере 2,7 миллиона долларов. В 2004 году владение было передано на 25 лет следующему арендатору – Международному фонду защиты от дискриминации, за соблюдение конституционных прав и основных свобод человека. К 2012 году его преемником стало ООО «Правовой центр «Шелапутинский». Тогда же было объявлено, что строения 2, 3, 4 и 5 вошли в перечень внебюджетных реставрационных работ на 2012–2013 годы. В октябре 2015 года Мосгорнаследие выдало задание на разработку проекта реставрации памятника. Проведена историко-культурная экспертиза, целью которой является сохранение археологии при устройстве подземного паркинга. Судьба паркинга, в отличие от судьбы памятника федерального значения, понятна: ему быть. В апреле 2016 года Мосгорнаследием согласованы акты Государственной историко-культурной экспертизы на работы по сохранению и приспособлению памятника (строения 1-5). В апреле 2018 года специалисты Мосгорнаследия приняли противоаварийные работы, проведенные на памятнике.